# Moravany (ort i Tjeckien, Pardubice)
Moravany är en ort i Tjeckien.   Den ligger i regionen Pardubice, i den centrala delen av landet, 110 km öster om huvudstaden Prag. Moravany ligger 248 meter över havet och antalet invånare är 1 706.
Terrängen runt Moravany är platt.Runt Moravany är det ganska tätbefolkat, med 104 invånare per kvadratkilometer. Närmaste större samhälle är Pardubice, 12,5 km väster om Moravany. Trakten runt Moravany består till största delen av jordbruksmark.